# Джордано, Альдо
Альдо Джордано (итал. Aldo Giordano; 20 августа 1954, Вайлате, Италия — 2 декабря 2021, Лёвен, Фландрия, Бельгия) — итальянский прелат и ватиканский дипломат. Генеральный секретарь Совета конференции европейских епископов с 1995 по 7 июня 2008. Постоянный наблюдатель Святого Престола при Совете Европы с 7 июня 2008 по 26 октября 2013. Титулярный архиепископ Тамады с 26 октября 2013. Апостольский нунций в Венесуэле с 26 октября 2013 по 8 мая 2021. Апостольский нунций при Европейском союзе с 8 мая по 2 декабря 2021.